# Haus Riepen

Das Gutshaus von 1667

Der Neubau vom 1896

Haus Riepen ist ein ehemaliges Rittergut bei Dössel, Stadt Warburg im Kreis Höxter.

## Geschichte
Das Landgut Riepen gehörte im 13. Jahrhundert der Familie von Geismar, von der Berthold I. von Geismar um 1295 als „Erbgesessener“ zu Riepen (Bartoldus de Ripen) genannt wurde. In dieser Funktion folgten ihm sein Sohn Eckehard I. (urk. 1312–1358), der 1340 Bürgermeister der nahegelegenen Stadt Warburg wurde, und sein Enkel Bertold III. (urk. 1344–1384). Die Familie stieg zum Warburger Patriziat auf und stellte dort über zehn Generationen bis 1667 zahlreiche Ratsherren und Bürgermeister.
Wegen einer Wahlrechtsreform und Streitigkeiten über die Besteuerung auswärtiger Güter verlegte Martin II. von Geismar 1667 gegen den Widerstand Dösseler Bauern seinen Lebensmittelpunkt wieder nach Riepen und erbaute dort ein barockes Herrenhaus mit Wirtschaftsgebäuden. 1680 wurde auf dem Gut Caspar Ferdinand von Geismar geboren, der von 1728 bis 1757 als Benedikt von Geismar Fürstabt der Klöster Werden und Helmstedt wurde. 1687 wurde das Gut in das Verzeichnis der ritterschaftlichen Güter eingetragen. Friedrich Caspar von Geismar, später General im Dienst des russischen Kaiserreiches, wurde 1783 auf dem Gut geboren. Bis 1818 wohnte die Familie von Geismar auf Riepen. Danach kam das Gut in den Besitz der Familie von Kalkstein.
1879 erwarb schließlich Robert Fischer aus Warburg, Bruder des Bürgermeisters Heinrich Fischer (Politiker, 1807) und Eigentümer von Gut Menne, das Anwesen. Mit Hilfe seiner vermögenden älteren Schwester  Victorine Charvin aus Paris hatte er schon 1861 dafür gesorgt, dass die ehemalige Orgel der Warburger Neustadtkirche nach Dössel kam. Sein in Paris geborener Sohn Heinrich Fischer (1865–1917) übernahm 1891 Haus Riepen. Er errichtete 1896 einen repräsentativen Anbau an das 1667 erbaute Gutshaus, das danach als Altenteil diente. Mit seiner Frau Elisabeth (Lilly) (1875–1943), geborene Ritgen vom Klostergut Wormeln, setzte er die Stiftungstradition der Familie Fischer u. a. mit der Stiftung neuer Kirchenfenster und der Renovierung der Prozessionsstationen am Nord- und Südeingang des Dorfes fort. Nach dem Tode Heinrich Fischers übernahm Lilly die Leitung von Haus Riepen. Sie führte die Landwirtschaft weiter und widmete sich vor allem der Pferdezucht. In den 1920er Jahren engagierte sie sich in der Landfrauenbewegung und wurde nach Gründung der Westfälischen Landfrauenvereinigung von 1929 bis zur Auflösung 1933 deren erste Vorsitzende. Ihr Enkel Manfred Fischer (1928–2000) war letzter Landwirt auf Haus Riepen. Er war überregional bekannt durch sein Engagement für den Berufsstand (Hagelschätzer, Nahrungsmittelwerke), er war kommunalpolitisch aktiv und führendes Mitglied in Vereinen. Das Gut und die Flächen wurden verkauft.
Das Gebäude liegt inmitten eines historischen Parks mit Solitärbäumen, Pyramideneiche, einem Tulpenbaum, Platane sowie einem Teich. In dem Park befindet sich auch eine Grotte.